# Die Nackte und der Satan
Die Nackte und der Satan ist ein deutscher Horrorfilm der Rapid-Film GmbH, München, aus dem Jahr 1959 von Victor Trivas. Die männlichen Hauptrollen spielten Horst Frank und Michel Simon.

## Handlung
Der ebenso gewissenlose wie ehrgeizige Dr. Ood will eines Abends den genialen Wissenschaftler Prof. Dr. Abel besuchen. Bevor er dessen Haus betritt, sieht Ood, wie die mit einem Buckel behaftete und gehbehinderte Krankenschwester Irene Sander Abels Haus betritt. Am offenen Fenster belauscht er ein Gespräch zwischen Irene und Abels Assistenten Dr. Burke, ihrem Cousin. Dort geht es darum, dass Abel demnächst die junge, missgestaltete Frau operieren soll. Nachdem die Schwester das Haus verlassen hat, betritt Ood Abels Anwesen. Ood erklärt Abel, in dessen Anwesenheit sich auch der Chirurg Burke und Abels Laborassistent Bert Jäger befinden, dass er mit großem Interesse Abels Arbeit an der Transplantation von Körperteilen verfolgt habe. Abel war kurz zuvor ein sensationelles Experiment geglückt: Er hatte den Kopf eines Hundes von dessen Rumpf abgetrennt und ihn in den folgenden vier Monaten mittels eines von ihm konstruierten Apparates künstlich am Leben erhalten. Von Anbeginn erscheint Dr. Burke der seltsame Kollege Ood, dessen Herkunft und falscher Name Fragen aufwerfen, mehr als suspekt. Er weist Ood auf das schwache Herz des Professors hin, doch dieser erwidert nur, dass er hier sei, um zu arbeiten. Anschließend verlässt Ood Abels Villa und geht in die Tam-Tam Bar.
Dort tritt die attraktive Stripteasetänzerin Lilly auf, eifersüchtig bewacht von ihrem Liebhaber, dem wenig erfolgreichen Künstler und Bildhauer Paul, dem sie nebenbei Modell sitzt. Ganz offensichtlich hat Ood Lilly für eine bestimmte Missetat ausgewählt. Wieder zurück in Prof. Abels Labor, zeigt dieser Ood und Burke sein Röntgenbild und das eines anderen Mannes. Es handelt sich dabei um ein Unfallopfer. Abels Herz ist schwer angeschlagen, und er macht deshalb seinen beiden Assistenten klar, dass sie an ihm eine Herztransplantation mit Hilfe seines genialen Apparates vornehmen sollen. Noch am selben Abend liefert Schwester Irene den dazu benötigten Körper eines schwer Verunglückten in das Haus Prof. Abels. Als das Unfallopfer, der zukünftige Spender des Herzens, zu früh verstirbt, sodass er für die gewagte Operation nicht mehr in Frage kommt, will Ood dennoch die Transplantation durchführen. Burke ist strikt dagegen, und es kommt zwischen den beiden Männern zu einem Kampf, bei dem Ood Burke mit einer medizinischen Zange erschlägt. Anschließend wickelt er Burkes Leichnam in ein weißes Tuch, trägt diesen in die Dunkelheit der Nacht hinaus und verscharrt ihn im Villengarten.
Als Abel nach der Operation wieder aufwacht, ist er entsetzt: Dr. Ood stellt einen Spiegel vor ihm auf, und Prof. Abel muss feststellen, dass Ood die bislang nur am Hund vorgenommene Kopftransplantation an ihm durchgeführt hat. Ood erklärt seinem Mentor, dass es keine andere Möglichkeit mehr gegeben habe, da während der Herzoperation Abels Körper im Schockzustand verstorben sei. Daher blieb ihm, Ood, nur noch die Möglichkeit, Abels Kopf nach dessen eigener Methode zu retten. Während Abel von Oods Tat entsetzt ist, behauptet dieser, mit der Rettung von Abels genialem Gehirn der Menschheit einen Gefallen getan zu haben. Als Assistent Jäger Abels abgetrennten Kopf sieht, ist er zwar geschockt, sagt aber nichts, da ihm Abel vor der Operation die unbedingte Loyalität gegenüber Ood und dessen Handeln abverlangt hatte. Wenig später ruft Schwester Irene an und fragt nach Dr. Burke. Sie bekommt Ood an den Hörer, der durch Irenes Nachfrage konstatiert, dass er bezüglich des von ihm beseitigten Burke eine Vermisstenanzeige bei der Polizei aufgeben muss, um nicht in Verdacht zu geraten. Kommissar Sturm übernimmt den Fall.
In Abels Villa empfängt Ood Schwester Irene, die sich seit dem Verschwinden von Cousin Burke große Sorgen macht. Ood sagt, dass er von Burke in ihren Fall eingeweiht worden sei, und verspricht, ihr zu helfen: Er wolle derjenige sein, der aus ihrem verunstalteten einen perfekten Körper machen werde. Ood hat dafür auch schon ein perfektes Opfer ausgemacht: die blonde Stripteasetänzerin Lilly. Diese hieß einst Stella und erkennt, als Ood sie in der Bar besucht, in ihm Dr. Brandt, mit dessen früherem Leben sie auf unheilvolle Weise verstrickt ist. Beide wissen von dem jeweiligen Geheimnis des anderen: Lilly hat, als sie sich noch Stella nannte, ihren Ehemann vergiftet, und Dr. Brandt verlor seine Approbation wegen illegaler Experimente. Über eine Sprechanlage überzeugt der dadurch unsichtbar bleibende Abel Schwester Irene, ihrer eigenen, anstehenden Operation zuzustimmen, ohne dass diese auch nur ahnt, dass es sich dabei um eine Kopftransplantation handeln wird. Ood bringt die leicht angetrunkene Lilly in Abels Haus und gibt ihr ein Schlafmittel. Nebenan wartet schon Irene auf die Operation. Dann zwingt Ood Abels Kopf dazu, die Operation mit anzusehen. Als Irene nach der Operation wieder erwacht, ist sie einerseits erschrocken, andererseits entzückt von ihrem neuen Körper. Als Ood jedoch versucht, zudringlich zu werden, stößt sie ihn zurück und schließt sich in ein Zimmer ein. Schließlich verlässt sie das Anwesen durch einen Hinterausgang, kehrt zu sich nach Hause zurück und begutachtet ihren neuen Körper.
Drei Monate später. Irene Sander wandelt auf den Spuren der toten Lilly, deren zermalmter Körper auf Eisenbahngleisen gefunden wurde. In der Tam-Tam Bar lernt sie Lillys früheren Lover Paul kennen, und beide finden rasch Gefallen aneinander, zumal ihm Irenes neuer Körper irgendwie bekannt vorkommt. Paul entdeckt Lillys Schönheitsfleckchen, das er nur zu gut kennt, an Irenes Schulterblatt und ist daraufhin mehr als verwirrt. Irene eilt daraufhin zu Dr. Ood und fragt, was aus jener Lilly geworden ist. Ood konfrontiert sie nun nicht nur mit der ganzen Wahrheit, er führt die entsetzte Blondine sogar zu Prof. Abels abgetrenntem Kopf. Nahezu zeitgleich führt der Hund von Assistent Jäger sein Herrchen zu der im Villenpark verscharrten Leiche Burkes. Für Irene wird das alles zu viel, sie entflieht der Villa und fährt zu Paul, der sie in seiner Wohnung aufnimmt. Dort erzählt sie von ihren schrecklichen Erkenntnissen und dass ihr Körper in Wahrheit der Lillys ist. Während beide einschlafen, steigt Ood durch ein Hinterfenster in Pauls Atelier ein und legt ein Feuer. Während sich Paul um das Feuer kümmert, rennt Irene ins Freie, wo sie vom versteckt wartenden Ood betäubt, überwältigt und verschleppt wird.
Währenddessen bittet Abels Kopf Laborassistent Bert, ihn von den Kabelsträngen zu befreien und endlich in Würde sterben zu lassen. In diesem Moment fährt Ood mit seinem Wagen vor. Er trägt auf seinen Armen die bewusstlose Irene ins Haus. Vor der erwachenden Frau treten die Wahnsinnszüge im Wesen Dr. Oods immer stärker zu Tage. Dieser gibt zu, dass einst an seinem Gehirn Experimente unternommen worden waren. In der Tam-Tam Bar konfrontiert Paul den wenig später auftauchenden Ood mit dessen Machenschaften und behauptet auch, dass dieser Lilly ermordet habe. Doch Ood gibt sich kaltlächelnd ahnungslos. Als dieser zu der Abel-Villa zurückkehrt, muss er feststellen, dass dort, wo er Burke verscharrt hatte, ein Holzkreuz aufgestellt wurde. Daraufhin entscheidet Ood sich dazu, am folgenden Morgen die Villa mit Irene fluchtartig zu verlassen und alles, was in dem Haus auf seine Experimente verweist, komplett zu zerstören. Ood hört, wie Abels Kopf Bert die Anweisung gibt, Irene zu beschützen. Nun kommt es zu einem Zweikampf zwischen Ood und Bert, in dem der wahnsinnige Arzt Abels Assistenten niederschießt. Inzwischen ist Paul zur Polizei gegangen und erzählt Kommissar Sturm von seinen ungeheuerlichen Mutmaßungen.
In einer letzten Konfrontation zwischen Ood und Prof. Abel, bei der Ood immer stärkere Anzeichen von Irrsinn aufzeigt, unterstellt ihm der Professor, komplett wahnsinnig geworden zu sein. Im Zorn reißt Ood alle Kabel der Maschine, die Abel am Leben hält, aus ihren Verankerungen. Dann rückt die Polizei an. Während Kommissar Sturm das Anwesen durchsucht, kümmert sich Paul um Irene und führt sie aus dem Haus. Dr. Ood hat derweil im Labor Feuer gelegt. Im Angesicht des Vollmonds steigt der in die Enge getriebene Verbrecher in das Obergeschoss und springt von dort in den Tod. Er landet vor den Füßen Irene Sanders. Paul geht zu ihr und sagt nur noch: „Komm Irene, jetzt bist du frei.“

## Produktionsnotizen, Hintergründe, Wissenswertes
Die Nackte und der Satan ist ein für das frühe deutsche Nachkriegskino äußerst seltenes Beispiel für einen Horrorfilm. Die Uraufführung des im Frühjahr 1959 gedrehten Films erfolgte am 24. Juli 1959. Jahrzehnte später lief der Film im Fernsehen unter Des Satans nackte Sklavin. Beide reißerische Titel sind jedoch komplett irreführend: Weder taucht eine Nackte noch ein Satan oder gar eine Sklavin auf.
Der Anfang 1959 gedrehte Film ist der erste zweier stark von US-amerikanischen Vorbildern inspirierten Schauergeschichten, die Trashfilmspezialist Wolf C. Hartwig in diesem Jahr herstellte. Gegen Ende desselben Jahres folgte sein in Südeuropa gedrehter Streifen Ein Toter hing im Netz. Während Ein Toter hing im Netz das beliebte Sujet des monster animal, des zu Riesengröße mutierten Insekts, aufgriff, stand Die Nackte und der Satan in der Tradition des Mad Scientist-Subgenres, wie man es aus Filmen wie Metropolis, Frankenstein und Frankensteins Braut, Die Insel der verlorenen Seelen und Dr. Zyklop kennt.
Die Anfang 1959 20-jährige Schauspielnovizin Karin Kernke gab in Die Nackte und der Satan ihr Filmdebüt. Sie spielte die weibliche Hauptrolle der kopftransplantierten Krankenschwester Irene. Auch die gerade 18-jährige Barbara Valentin gab als Tanzpartnerin eines Besuchers der Tam-Tam Bar ihren (ebenso winzigen wie textlosen) Einstand vor der Kamera. Ein halbes Jahr später erhielt sie von Hartwig in Ein Toter hing im Netz die weibliche Hauptrolle.
Für Deutschland-Heimkehrer Victor Trivas, den Schöpfer des legendären Antikriegsfilms Niemandsland, der vom Filmexpressionismus der 20er Jahre geprägt war, bedeutete Die Nackte und der Satan kein Comeback. Die schweren Kritikerverrisse verhinderten eine Fortsetzung seiner Regiearbeit in der Bundesrepublik und ließen den in der Emigration zum Wahlamerikaner Gewordenen anschließend in die Schweiz ausweichen.
Hermann Warm entwarf die zum Teil expressionistische Züge tragenden Filmbauten, die Bruno Monden umsetzte. Ludwig Spitaler war wie stets Hartwigs Produktionsleiter, Otto Reinwald einer von zwei Aufnahmeleitern. Orchesterleiter Erwin Lehn spielte mit seiner Band die Musik von Willy Mattes ein. Heidi Genée, die damals noch Heidi Rente hieß, diente hier als Schnittassistentin. Ihren Einstand als Filmeditorin gab sie anschließend bei Hartwigs Ein Toter hing im Netz.
Die optischen Spezialeffekte, etwa die Gestaltung des abgetrennten aber dennoch sprechenden Kopfes von Michel Simon, gestaltete Theo Nischwitz. Hauptdarsteller Horst Frank berichtete kurz vor seinem Tod 1999, dass dieser Effekt „mit einem Spiegeltrick funktionierte. Unterhalb des Tisches, in dem Simon steckte, montierte man einen Spiegel, in dem sich noch einmal ein gleichartiger anderer Tisch spiegelte.“
Schauspielerin Kai Fischer strengte im März 1959 vor dem Münchner Arbeitsgericht einen Prozess gegen Hartwig an, da er sie einen Tag vor Drehbeginn durch Christiane Maybach ersetzt hatte. Fischer hatte sich geweigert, in ihrer Rolle als Tänzerin dürftig bekleidet aufzutreten. Hartwig wurde zu einer Nachzahlung von 4000 DM für zwei Drehtage verurteilt.

## Kritik
Zur Zeit der Uraufführung reagierte die katholische Filmkritik mit Widerwillen. In Filme 1959/61 heißt es: Gruselfilm, der mit abwegigen medizinischen Forschungsexperimenten auf Gänsehaut-Suche geht.
Kay Wenigers Das große Personenlexikon des Films nannte in der Biografie von Victor Trivas in Band 8 den Film kurz eine „Schauermär“.
In tierhorror.de heißt es: „Unglaublich, dass ein solcher Film 1959 aus dem Nachkriegsdeutschland gekommen ist. Während sich Liebes- und Heimatfilme ein Stelldichein geben drehte Victor Trivas diesen tiefsinnig-trashigen Horror-Sci-Fi Mix. Horst Frank (Timm Thaler) ist für die Rolle des genial-verrückten Wissenschaftlers geradezu prädestiniert und treibt sein wahnsinniges Spiel bis zum Äußersten. Der Film wirbelt moralische Fragen auf, wie weit darf die Wissenschaft gehen, wo sind die Grenzen. (…) Am Ende fühlt sich der Arzt wie Gott und ist über jede Moral erhaben. Der Film hätte eine echt geniale Trashperle sein können, doch leider hat er einige Längen und auch die Darsteller agieren oftmals wie in einem Theaterstück, was im Film wie aufgesetzt wirkt“.
Im Movie & Video Guide ist zu lesen: „Altmodischer Schocker über Kopftransplantationen mit den obligatorischen Morden und blutgetränkter Rache; außerordentlich schaurig aber nicht sehr überzeugend.“